# Giuseppe Castellano (attore)
Giuseppe Castellano, noto anche con lo pseudonimo di Thomas Kerr o di Joseph Castle (1930 – 1º marzo 2010), è stato un attore e ispettore di produzione italiano.

## Biografia
Attore caratterista attivo negli anni 1960 e anni 1970 in oltre 50 pellicole cinematografiche, in cui non ha mai ricoperto ruoli da protagonista. Dal fisico atletico, spesso ricoprì ruoli di cattivo soprattutto nei film di genere poliziottesco e western. Tra le partecipazioni da ricordare, quelle nei film L'uccello dalle piume di cristallo nel ruolo di Monti, Il venditore di morte nel ruolo dello stalliere Grant e L'isola degli uomini pesce nel ruolo di Skip.

Inoltre è ricordato per il cameo in Attila flagello di Dio nel ruolo del gallo Renaulto ed in Febbre da cavallo nel ruolo di Stelvio Mazza, il driver del cavallo Soldatino.

## Filmografia
- Un branco di vigliacchi, regia di Fabrizio Taglioni (1962)[4]
- Il vostro superagente Flit, regia di Mariano Laurenti (1966)
- La bisbetica domata, regia di Franco Zeffirelli (1967)[4]
- L'ultimo killer, regia di Giuseppe Vari (1967)[4]
- Il figlio di Django, regia di Osvaldo Civirani (1967)
- Wanted, regia di Giorgio Ferroni (1967)[4]
- Un poker di pistole, regia di Giuseppe Vari (1967)[4]
- Da uomo a uomo, regia di Giulio Petroni (1967)[4]
- Silenzio: si uccide, regia di Guido Zurli (1967)
- Pecos è qui: prega e muori!, regia di Maurizio Lucidi (1967)
- El desperado, regia di Franco Rossetti (1967)
- Buckaroo (Il winchester che non perdona), regia di Adelchi Bianchi (1967)[4]
- Un buco in fronte, regia di Giuseppe Vari (1968)[4]
- Tre croci per non morire, regia di Sergio Garrone (1968)[5]
- Romeo e Giulietta, regia di Franco Zeffirelli (1968)[4]
- Sangue chiama sangue, regia di Luigi Capuano (1968)[4]
- Quarta parete, regia di Adriano Bolzoni (1968) - Attore - Serg. Di Polizia
- La battaglia di El Alamein, regia di Giorgio Ferroni (1968)
- Giurò... e li uccise ad uno ad uno... Piluk il timido, regia di Guido Celano (1968)
- Ciccio perdona... Io no!, regia di Marcello Ciorciolini (1968)
- Barbarella, regia di Roger Vadim (1968)[4]
- Al di là della legge, regia di Giorgio Stegani (1968)[4]
- Uccidete Rommel, regia di Alfonso Brescia (1969)
- I diavoli della guerra, regia di Bitto Albertini (1969)[6]
- Testa di sbarco per otto implacabili, regia di Alfonso Brescia (1969)
- Franco, Ciccio e il pirata Barbanera, regia di Mario Amendola (1969)
- Una nuvola di polvere... un grido di morte... arriva Sartana, regia di Giuliano Carnimeo (1970)
- Quando suona la campana, regia di Luigi Batzella (1970)
- L'uccello dalle piume di cristallo, regia di Dario Argento (1970)
- La lunga notte dei disertori, regia di Mario Siciliano (1970)[7]
- La colomba non deve volare, regia di Sergio Garrone (1970)
- Indio Black, sai che ti dico: sei un gran figlio di..., regia di Gianfranco Parolini (1970)[7]
- Milano calibro 9, regia di Fernando Di Leo (1971)
- Il venditore di morte, regia di Lorenzo Gicca Palli (1971)
- Il tredicesimo è sempre Giuda, regia di Giuseppe Vari (1971)
- Il sergente Klems, regia di Sergio Grieco (1971)
- Il giorno del giudizio, regia di Mario Gariazzo (1971)
- È tornato Sabata... hai chiuso un'altra volta!, regia di Gianfranco Parolini (1971)[4]
- I giardini del diavolo, regia di Alfredo Rizzo (1971)
- Afyon - Oppio, regia di Ferdinando Baldi (1972)
- La mala ordina, regia di Fernando Di Leo (1972)
- Vogliamo i colonnelli, regia di Mario Monicelli (1973)
- La mano nera, regia di Antonio Racioppi (1973)[4]
- La ragazza di via Condotti, regia di Germán Lorente (1973)
- Squadra volante, regia di Stelvio Massi (1974)
- Milano odia: la polizia non può sparare, regia di Umberto Lenzi (1974)
- La poliziotta, regia di Steno (1974)
- Gli assassini sono nostri ospiti, regia di Vincenzo Rigo (1974)
- Anche gli angeli tirano di destro, regia di E.B. Clucher (1974)
- Il giustiziere sfida la città, regia di Umberto Lenzi (1975)
- Il trucido e lo sbirro, regia di Umberto Lenzi (1976)
- Febbre da cavallo, regia di Steno (1976)
- Il furto della Gioconda, regia di Renato Castellani (1977)
- La bestia in calore, regia di Luigi Batzella (1977)[4]
- El macho, regia di Marcello Andrei (1977)
- Zio Adolfo in arte Führer, regia di Castellano e Pipolo (1978)
- Scorticateli vivi, regia di Mario Siciliano (1978)[7]
- Il grande attacco, regia di Umberto Lenzi (1978)
- L'isola degli uomini pesce, regia di Sergio Martino (1979)
- Mia moglie è una strega, regia di Castellano e Pipolo (1980)[4]
- Attila flagello di Dio, regia di Castellano e Pipolo (1982)